# Azzurra Brindisi 1983-1984
La Azzurra Brindisi 1983-1984, sponsorizzata Parmalat, prende parte al campionato italiano di Serie B. Chiude la stagione regolare all'ultimo posto con 5V e 25P, con 2184 punti fatti e 2436 punti subiti e viene retrocessa in Serie C.

## Storia
Il 27 agosto 1983 dopo una perdurante crisi finanziaria la società cambia denominazione sociale da ASSI Brindisi in Associazione Sportiva Azzurra Brindisi, cambiano anche i colori sociali da bianco e rosso a bianco e azzurro. Presidente della nuova società è Italo Piliego, General Manager Franco Portaluri che come prima scelta ingaggia il nuovo coach Gianni Russo al posto di Lillo Primaverili.
Dopo circa un mese sigla un importante accordo triennale di sponsorizzazione con la Parmalat per circa 200 milioni di lire annui. 
Dopo queste buone premesse la società si rinforza con l'acquisto del pivot Gaetano De Witt dalla Facar Pescara e dalla Libertas Russo Foggia la coppia play pivot Luigi Santini e Maurizio Serafini, viene inoltre fatto rientrare dal prestito alla Rapident Livorno il play guardia Alessandro Toffi. Dal lato cessioni il pivot Marcello Mazzotta passa alla Buen Cafè Brindisi mentre la guardia Salvatore Caramia viene trasferito alla Libertas Lecce. Antonio Bray e Cosimo Romanelli cesseranno l'attività agonistica per intraprendere quella di allenatore in squadre minori della provincia brindisina. Nel corso della stagione esattamente dopo la 6ª giornata il coach Gianni Russo viene esonerato e al suo posto subentra l'assistente Giuseppe Galluccio che a sua volta viene sostituito alla 23ª giornata dall'assistente Piero Labate che fa il suo esordio come allenatore. Miglior marcatore della stagione è Gaetano De Witt con 334 punti in 29 partite, seguito da Piero Labate con 300 punti in 28 partite e da Nicola Ungaro con 289 p. in 29 p..

## Roster
| Azzurra Brindisi 1983/1984 | Azzurra Brindisi 1983/1984 |
| Giocatori                  | Staff tecnico              |
| -------------------------- | -------------------------- |

| N. | Naz.              | Ruolo | Nome              | Anno | Alt.   | Peso |  |
| -- | ----------------- | ----- | ----------------- | ---- | ------ | ---- |  |
| 5  | Italia (bandiera) | C     | Gaetano De Witt   | 1956 | 203 cm |      |  |
| 6  | Italia (bandiera) | P     | Fabio De Solda    | 1966 | 185 cm |      |  |
| 7  | Italia (bandiera) | C     | Nicola Ungaro     | 1960 | 200 cm |      |  |
| 8  | Italia (bandiera) | G     | Marco Galluzzo    | 1963 | 190 cm |      |  |
| 9  | Italia (bandiera) | P     | Luigi Santini     | 1960 | 179 cm |      |  |
| 10 | Italia (bandiera) | G     | Alessandro Toffi  | 1964 | 185 cm |      |  |
| 12 | Italia (bandiera) | P     | Fabrizio D'Astore | 1960 | 182 cm |      |  |
| 13 | Italia (bandiera) | G     | Piero Labate      | 1951 | 191 cm |      |  |
| 14 | Italia (bandiera) | A     | Vito Rongone      | 1962 | 187 cm |      |  |
| 15 | Italia (bandiera) | AC    | Maurizio Serafini | 1958 | 202 cm |      |  |
| 16 | Italia (bandiera) | AC    | Paolo Friz        | 1957 | 200 cm |      |  |

| Allenatore                                                                  |
| - Gianni Russo - Giuseppe Galluccio dal 7/11/83 - Piero Labate dall'11/3/84 |
| Assistente/i                                                                |
| - Giuseppe Galluccio - Piero Labate dal 7/11/83 Legenda - (C) Capitano      |

## Risultati
| Arbitri: | M. Chilà (Reggio Calabria) C. Chilà (Reggio Calabria) |

|                                    |       |                                        |
| Labate 22, De Witt 15, D'Astore 10 | Punti | Balugani 19, Cortinovis 18, Alfonsi 13 |

| Arbitri: | Cozzolini (Trieste) Festini (Trieste) |

|                                        |       |                               |
| Quercia 34, Principi 18, Ciafardoni 14 | Punti | De Witt 20, Ungaro 11, Friz 8 |

| Arbitri: | Tedone (Roma) Silvestri (Roma) |

|                                    |       |                                      |
| Serafini 20, De Witt 14, Labate 10 | Punti | Ceccarelli 28, Greco 11, Manchetti 8 |

| Arbitri: | Pellegrini (Livorno) Disimplicio (Siena) |

|                        |       |                                     |
| D'Astore 11, Rongone 8 | Punti | Castellano 29, Danzi 10, Santoro 10 |

| Arbitri: | Canova (Milano) Stucchi (Milano) |

|                                      |       |                                    |
| Riscoli 22, Colarullo 19, Santoro 13 | Punti | D'Astore 19, Labate 18, Rongone 12 |

| Arbitri: | Milone (Salerno) Monaco (Roma) |

|                                  |       |                               |
| De Witt 22, Ungaro 15, Labate 13 | Punti | Turella 23, Laj 22, Melone 15 |

| Arbitri: | Curci (Napoli) Masanea (Napoli) |

|                                       |       |                                 |
| Martella 18, Padua 18, Castellacci 15 | Punti | Rongone 22, De Witt 19, Friz 14 |

| Arbitri: | Muffoni (Cesena) Teodorani (Cesena) |

|                                |       |                                     |
| De Witt 27, Labate 16, Friz 15 | Punti | Patricelli 24, Lestini 20, Magro 15 |

| Arbitri: | Ioannisci (Chieti) Dinarelli (Pescara) |

|                                |       |                                  |
| Cioffi 28, Di Donna 16, Lot 12 | Punti | De Witt 19, D'Astore 18, Friz 15 |

| Arbitri: | Caruso (Roma) Silvestri (Roma) |

|                                  |       |                                    |
| Masini 29, Corbi 15, Zamuccia 12 | Punti | De Witt 22, Labate 16, Serafini 11 |

| Arbitri: | Putti (Milano) Nasta (Monza) |

|                                |       |                                      |
| De Witt 16, Friz 12, Rongone 8 | Punti | Tubis 20, Esposito 15, Del Vicario 9 |

| Arbitri: | Guarda (Carrara) Pinna (Carrara) |

|                                 |       |                                  |
| Labate 20, Friz 16, Serafini 14 | Punti | Rizzi 33, Aureli 13, Servadio 10 |

| Arbitri: | Bullo (Treviso) Rezzini (Vicenza) |

|                                 |       |                                 |
| Govoni 18, Terenzi 18, Titta 17 | Punti | Labate 14, Friz 13, Serafini 11 |

| Arbitri: | Reatto (Feltre) Tullio (Treviso) |

|                                       |       |                                  |
| Vecchietti 17, Iardella 16, Rapini 12 | Punti | Ungaro 15, Labate 14, D'Astore14 |

| Arbitri: | Milone (Frosinone) Grifone (Spoleto) |

|                                |       |                                    |
| Labate 22, Friz 21, De Witt 13 | Punti | Capone 26, Lazzari 18, Ravaglia 15 |

| Arbitri: | Nuara (Genova) Bernardini (Genova) |

|                                        |       |                                   |
| Trafferri 19, Olivetti 18, Balugani 17 | Punti | Toffi 15, D'Astore 10, Rongone 10 |

| Arbitri: | Contini (Varese) Sala (Varese) |

|                                  |       |                                         |
| Ungaro 20, Serafini 15, Toffi 14 | Punti | Lucantoni D. 28, Quercia 26, Lovatti 14 |

| Arbitri: | Vassallo (Roma) Nappi (Roma) |

|                                    |       |                              |
| Ceccarelli 23, Greco 10, Bolzon 10 | Punti | Friz 19, Toffi 11, Ungaro 10 |

| Arbitri: | Spampinato (Messina) Gemelli (Messina) |

|                                        |       |                                    |
| Castellano 37, Rossetti 12, Pastore 10 | Punti | Galluzzo 12, Serafini 11, Toffi 10 |

| Arbitri: | Zanettini (Venezia) Cassaro (Venezia) |

|                                |       |                                           |
| Labate 12, Ungaro 12, Toffi 10 | Punti | Mastrantoni 17, Scalzone 17, Colarullo 17 |

| Arbitri: | Baldi (Napoli) Bartolini (Grosseto) |

|                                 |       |                                 |
| Spada 25, Meloni 18, Scilica 16 | Punti | Friz 16, Labate 13, Serafini 13 |

| Arbitri: | Maddaloni (Napoli) Errico (Napoli) |

|                                  |       |                                    |
| Ungaro 10, Rongone 8, De Solda 8 | Punti | Ranieri 24, De Stasio 12, Padua 12 |

| Arbitri: | Ferrigno (Avellino) Mazzei (Assisi) |

|                                 |       |                                  |
| Magro 20, Romano 13, Lestini 11 | Punti | De Witt 19, Labate 15, Ungaro 14 |

| Arbitri: | Celeste (Milano) Fioretti (Cremona) |

|                                   |       |                                   |
| Ungaro 21, De Witt 16, Rongone 12 | Punti | Lot 27, Di Donna 16, Bertolini 13 |

| Arbitri: | Fabbian (Treviso) Tullio (Treviso) |

|                                     |       |                                         |
| Ungaro 22, Galluzzo 21, D'Astore 12 | Punti | Masini 23, Malachin 21, Valentinetti 18 |

| Arbitri: | Pieroni (Russi) Bagnoli (Forlì) |

|                                   |       |                                  |
| Barbuto 19, Tubia 17, Esposito 12 | Punti | Rongone 16, Ungaro 12, Labate 10 |

| Arbitri: | Hannon (Napoli) Massoni (Napoli) |

|                                   |       |                                      |
| Servadio 24, Aureli 16, Priori 14 | Punti | De Witt 12, D'Astore 12, Galluzzo 10 |

| Arbitri: | Coccia (Viterbo) Caruso (Roma) |

|                                    |       |                                         |
| Ungaro 19, Rongone 18, Galluzzo 16 | Punti | Sanguettoli 18, Pettai 13, Mattiacci 13 |

| Arbitri: | Tinarelli (Chieti) Ioannivi (Chieti) |

|                                  |       |                                      |
| Ungaro 23, Serafini 14, Toffi 10 | Punti | Menichetti 18, Rapini 17, Prosperi 8 |

| Arbitri: | Rizzini (Vicenza) Dorigato (Padova) |

|                                          |       |                                   |
| Procaccini 26, Ravaglia 19, Antonucci 18 | Punti | De Witt 18, Serafini 18, Toffi 13 |

## Fonti
La Gazzetta del Mezzogiorno edizione 1983-84